# Hovdala slott
Hovdala slott (før 1658 dansk: Hofdal slot) er et slot, der ligger ved Finjasøen få kilometer syd for Hässleholm i det nordlige Skåne. Under krigene mellem Danmark og Sverige spillede renæssanceslottet en vigtig rolle med sin beliggenhed i grænselandet. Slottet er omgivet af en park med en nu tørlagt voldgrav, urtehave og orangeri.
Slottets ældste dele dateres til begyndelsen af 1500-tallet. De daværende bygninger blev opført på en holm i et sumpet område tæt ved Finjasøen. Rundt om blev der anlagt dybe voldgrave med to vindebroer. Det cirka 13 meter høje porttårn kom til i 1600. Tårnet er bygget som forsvarstårn af store kampesten.
Under Kalmarkrigen 1612 forsøgte svenskerne under Gustaf 2. Adolf forgæves at erobre slottet. I 1655 købte danskeren Jens Mikkelsen Hofdal Slot. Da Danmark med Roskildefreden tabte Skånelandene, sluttede Mikkelsen sig til svenskerne. De dansksindede snaphaner så ham nu som forræder, og brændte hele slottet på nær tårnet ned. Mikkelsen kunne flygte i en båd ud på Finjasøen. Snaphanernes angreb mod Hovdala har også været en hævnaktion efter Massakren i Örkened samme år, hvor den svenske hær nedbrændte alle gårdene i snaphanernes højborg Örkened.
Slottet er siden 1947 et statsligt byggnadsminne.

## Galleri
- Hovdala slott
- Porttårnet